# Кенилли, Томас
Томас Майкл Кенилли  (англ. Thomas Michael Keneally; родился 7 октября 1935, Сидней) — австралийский писатель, драматург, автор документальной прозы.
Наиболее известен благодаря роману «Ковчег Шиндлера», написанному под впечатлениями от жизни Леопольда Пфефферберга, который пережил Холокост. Произведение получило Букеровскую премию в 1982 году. По мотивам романа Стивеном Спилбергом был снят фильм «Список Шиндлера», который получил премию «Оскар» как лучший фильм 1993 года.

### Романы
- «Народный поезд» (2009) — о русском большевике, бежавшем из сибирской ссылки в Австралию в 1911 году, но вернувшегося в Россию для революционной борьбы. В основе романа — эпизоды из жизни Ф. А. Сергеева, более известного как «товарищ Артём»[5];
- «Дочери Марса» (2012) — две австралийские сестры изо всех сил пытаются вылечить солдат, сильно раненых во время Первой мировой войны;
- «Позор и пленники» (2014) — о побеге японских военнопленных в Новом Южном Уэльсе во время Второй мировой войны;
- «Последний остров Наполеона» (2015);
- «Преступления отца» (2016);
- «Умирают двое стариков» (2018).

### Сценарии
- «Великий голод» (2017)[6] (фильм Шона Макнамара и Пола Эндрюса).

### Переводы на русский язык
- Кенилли Т. М. Список Шиндлера. — М.: Эрика, 1994. — 560 с. (Бестселлеры Голливуда) 30000 экз. ISBN 5-85775-046-6
- Кенилли Т. М. Дочери Марса / пер. с англ. А. Уткина. — М.: Э, 2016. — 635 с. (Интеллектуальный бестселлер). ISBN 978-699-90443-3 : 2000 экз.
- Кенилли Т. М. Список Шиндлера / пер. с англ. И. И. Полоцка. — М. : Э, 2016. — 478 с. (Интеллектуальный бестселлер. Читает весь мир). ISBN 978-5-699-80130-5 : 3000 экз.
- Кенилли Т. М. Список Шиндлера / пер. с англ. И. И. Полоцка. — М.: Э, 2016. — 606 с. (Pocket-book). ISBN 978-5-699-92766-1: 5000 экз.
- Кенилли Т. М. Список Шиндлера / пер. с англ. И. И. Полоцка. — М.: Э, 2017. - 606 с. (Культовая классика). ISBN 978-5-04-089263-1 : 4000 экз.
- Кенилли Т. М.  Дочери Марса / пер. с англ. А. Уткина. — М.: Э, 2018. — 638 с. (Pocketbook). ISBN 978-5-04-093250-4 : 3000 экз.
- Кенилли Т. М. Список Шиндлера / пер. с англ. И. И. Полоцка. - М.: Эксмо, 2019. — 478 с. (Интеллектуальный бестселлер. Читает весь мир). ISBN 978-5-699-80130-5 : 2000 экз.
- Кенилли Т. М. Список Шиндлера / пер. с англ. И. И. Полоцка. — М.: Эксмо, 2021. — 478 с. (Яркие страницы). ISBN 978-5-04-111353-7 : 4000 экз.
- Кенилли Т. М. Список Шиндлера / пер. с англ. И. И. Полоцка. — М.: Эксмо, 2021. — 477 с. ISBN 978-5-04-102930-2 : 5000 экз.
- Кенилли Т. М. Список Шиндлера / пер. с англ. И. И. Полоцка. — М.: Эксмо, 2021. — 606 с.(Pocket book). ISBN 978-5-699-92766-1 : 4000 экз.

## Награды
- Офицер Ордена Австралии (1983) — «за заслуги перед литературой».

## Участие в документальных фильмах
- 2021 год — Горький привкус любви, или Список фрау Шиндлер — играет самого себя